# 1re étape du Tour d'Espagne 2022
Pour un article plus général, voir Tour d'Espagne 2022.
La 1re étape du Tour d'Espagne 2022 se déroule le vendredi 19 août 2022, sous la forme d'un contre-la-montre par équipes dans la ville d'Utrecht aux Pays-Bas, sur une distance de 23,3 km. Utrecht devient ainsi la première ville au monde à accueillir les trois grands Tours.

## Parcours
La 77e édition de la Vuelta débute par un contre-la-montre par équipes à Utrecht sur un parcours plat, avec de multiples virages aux relances cruciales, le tout dans un décor urbain.

## Déroulement de la course
En tant que première étape, ce contre-la-montre par équipes doit décerner le premier maillot rouge de cette 77e édition ; ainsi, se voit récompenser le premier coureur à franchir la ligne d'arrivée de l'équipe la plus rapide du parcours.
À mi-parcours, l'équipe Jumbo-Visma creuse un écart sur ses premiers poursuivants qui reste quasiment similaire à l'arrivée. L'équipe néerlandaise offre le premier maillot rouge de leader du classement général au coureur local Robert Gesink (36 ans) qui franchit la ligne en tête.

## Résultats

### Classement de l'étape
| \| Classement de l'étape \| Classement de l'étape \| Classement de l'étape \| Classement de l'étape \| Classement de l'étape \| Classement de l'étape \| \| Équipe \| Équipe \| Pays \| Temps \| Écart de temps \| Vitesse moy. \| \| --------------------- \| ---------------------- \| --------------------- \| --------------------- \| --------------------- \| --------------------- \| \| 1re \| Jumbo-Visma \| Pays-Bas \| 24 min 40 s \| \| 56.676 km/h \| \| 2e \| Ineos Grenadiers \| Royaume-Uni \| 24 min 53 s \| + 13 s \| 56.182 km/h \| \| 3e \| Quick-Step Alpha Vinyl \| Belgique \| 24 min 54 s \| + 14 s \| 56.145 km/h \| \| 4e \| BikeExchange-Jayco \| Australie \| 25 min 11 s \| + 31 s \| 55.513 km/h \| \| 5e \| UAE Team Emirates \| Émirats arabes unis \| 25 min 13 s \| + 33 s \| 55.440 km/h \| \| 6e \| Groupama-FDJ \| France \| 25 min 18 s \| + 38 s \| 55.257 km/h \| \| 7e \| Bora-Hansgrohe \| Allemagne \| 25 min 21 s \| + 41 s \| 55.148 km/h \| \| 8e \| Trek-Segafredo \| États-Unis \| 25 min 22 s \| + 42 s \| 55.112 km/h \| \| 9e \| Bahrain Victorious \| Bahreïn \| 25 min 22 s \| + 42 s \| 55.112 km/h \| \| 10e \| Movistar Team \| Espagne \| 25 min 23 s \| + 43 s \| 55.076 km/h \| |                        |                     |             |                |              |
| |                        |                     |             |                |              |
| Source : ProCyclingStats |                        |                     |             |                |              |
| Classement de l'étape |                        |                     |             |                |              |
| Équipe | Équipe                 | Pays                | Temps       | Écart de temps | Vitesse moy. |
| 1re | Jumbo-Visma            | Pays-Bas            | 24 min 40 s |                | 56.676 km/h  |
| 2e | Ineos Grenadiers       | Royaume-Uni         | 24 min 53 s | + 13 s         | 56.182 km/h  |
| 3e | Quick-Step Alpha Vinyl | Belgique            | 24 min 54 s | + 14 s         | 56.145 km/h  |
| 4e | BikeExchange-Jayco     | Australie           | 25 min 11 s | + 31 s         | 55.513 km/h  |
| 5e | UAE Team Emirates      | Émirats arabes unis | 25 min 13 s | + 33 s         | 55.440 km/h  |
| 6e | Groupama-FDJ           | France              | 25 min 18 s | + 38 s         | 55.257 km/h  |
| 7e | Bora-Hansgrohe         | Allemagne           | 25 min 21 s | + 41 s         | 55.148 km/h  |
| 8e | Trek-Segafredo         | États-Unis          | 25 min 22 s | + 42 s         | 55.112 km/h  |
| 9e | Bahrain Victorious     | Bahreïn             | 25 min 22 s | + 42 s         | 55.112 km/h  |
| 10e | Movistar Team          | Espagne             | 25 min 23 s | + 43 s         | 55.076 km/h  |

## Classements à l'issue de l'étape

### Classement général
| \| Classement général \| Classement général \| Classement général \| Classement général \| Classement général \| \| Coureur \| Coureur \| Pays \| Équipe \| Temps \| \| ------------------ \| ------------------ \| ------------------ \| ------------------ \| ------------------ \| \| 1er \| Robert Gesink \| Pays-Bas \| Jumbo-Visma \| 24 min 40 s \| \| 2e \| Primož Roglič \| Slovénie \| Jumbo-Visma \| + 0 s \| \| 3e \| Chris Harper \| Australie \| Jumbo-Visma \| + 0 s \| \| 4e \| Sepp Kuss \| États-Unis \| Jumbo-Visma \| + 0 s \| \| 5e \| Rohan Dennis \| Australie \| Jumbo-Visma \| + 0 s \| \| 6e \| Edoardo Affini \| Italie \| Jumbo-Visma \| + 0 s \| \| 7e \| Sam Oomen \| Pays-Bas \| Jumbo-Visma \| + 0 s \| \| 8e \| Mike Teunissen \| Pays-Bas \| Jumbo-Visma \| + 0 s \| \| 9e \| Ethan Hayter \| Royaume-Uni \| Ineos Grenadiers \| + 13 s \| \| 10e \| Richard Carapaz \| Équateur \| Ineos Grenadiers \| + 13 s \| |                 |             |                  |             |
| |                 |             |                  |             |
| Source : ProCyclingStats |                 |             |                  |             |
| Classement général |                 |             |                  |             |
| Coureur | Coureur         | Pays        | Équipe           | Temps       |
| 1er | Robert Gesink   | Pays-Bas    | Jumbo-Visma      | 24 min 40 s |
| 2e | Primož Roglič   | Slovénie    | Jumbo-Visma      | + 0 s       |
| 3e | Chris Harper    | Australie   | Jumbo-Visma      | + 0 s       |
| 4e | Sepp Kuss       | États-Unis  | Jumbo-Visma      | + 0 s       |
| 5e | Rohan Dennis    | Australie   | Jumbo-Visma      | + 0 s       |
| 6e | Edoardo Affini  | Italie      | Jumbo-Visma      | + 0 s       |
| 7e | Sam Oomen       | Pays-Bas    | Jumbo-Visma      | + 0 s       |
| 8e | Mike Teunissen  | Pays-Bas    | Jumbo-Visma      | + 0 s       |
| 9e | Ethan Hayter    | Royaume-Uni | Ineos Grenadiers | + 13 s      |
| 10e | Richard Carapaz | Équateur    | Ineos Grenadiers | + 13 s      |

| Classement du meilleur jeune | Classement du meilleur jeune | Classement du meilleur jeune | Classement du meilleur jeune | Classement du meilleur jeune |
| Coureur                      | Coureur                      | Pays                         | Équipe                       | Temps                        |
| ---------------------------- | ---------------------------- | ---------------------------- | ---------------------------- | ---------------------------- |
| 1er                          | Ethan Hayter                 | Royaume-Uni                  | Ineos Grenadiers             | 24 min 53 s                  |
| 2e                           | Pavel Sivakov                | France                       | Ineos Grenadiers             | + 0 s                        |
| 3e                           | Carlos Rodríguez             | Espagne                      | Ineos Grenadiers             | + 0 s                        |
| 4e                           | Luke Plapp                   | Australie                    | Ineos Grenadiers             | + 0 s                        |
| 5e                           | Remco Evenepoel              | Belgique                     | Quick-Step Alpha Vinyl       | + 1 s                        |
| 6e                           | Ilan Van Wilder              | Belgique                     | Quick-Step Alpha Vinyl       | + 1 s                        |
| 7e                           | Kelland O'Brien              | Australie                    | BikeExchange-Jayco           | + 18 s                       |
| 8e                           | Kaden Groves                 | Australie                    | BikeExchange-Jayco           | + 18 s                       |
| 9e                           | Brandon McNulty              | États-Unis                   | UAE Team Emirates            | + 20 s                       |
| 10e                          | Juan Ayuso                   | Espagne                      | UAE Team Emirates            | + 20 s                       |

| Classement du meilleur jeune | Classement du meilleur jeune | Classement du meilleur jeune | Classement du meilleur jeune | Classement du meilleur jeune |
| Coureur                      | Coureur                      | Pays                         | Équipe                       | Temps                        |
| ---------------------------- | ---------------------------- | ---------------------------- | ---------------------------- | ---------------------------- |
| 1er                          | Ethan Hayter                 | Royaume-Uni                  | Ineos Grenadiers             | 24 min 53 s                  |
| 2e                           | Pavel Sivakov                | France                       | Ineos Grenadiers             | + 0 s                        |
| 3e                           | Carlos Rodríguez             | Espagne                      | Ineos Grenadiers             | + 0 s                        |
| 4e                           | Luke Plapp                   | Australie                    | Ineos Grenadiers             | + 0 s                        |
| 5e                           | Remco Evenepoel              | Belgique                     | Quick-Step Alpha Vinyl       | + 1 s                        |
| 6e                           | Ilan Van Wilder              | Belgique                     | Quick-Step Alpha Vinyl       | + 1 s                        |
| 7e                           | Kelland O'Brien              | Australie                    | BikeExchange-Jayco           | + 18 s                       |
| 8e                           | Kaden Groves                 | Australie                    | BikeExchange-Jayco           | + 18 s                       |
| 9e                           | Brandon McNulty              | États-Unis                   | UAE Team Emirates            | + 20 s                       |
| 10e                          | Juan Ayuso                   | Espagne                      | UAE Team Emirates            | + 20 s                       |

| Classement par équipes | Classement par équipes | Classement par équipes | Classement par équipes |
| Équipe                 | Équipe                 | Pays                   | Temps                  |
| ---------------------- | ---------------------- | ---------------------- | ---------------------- |
| 1re                    | Jumbo-Visma            | Pays-Bas               | 24 min 40 s            |
| 2e                     | Ineos Grenadiers       | Royaume-Uni            | + 13 s                 |
| 3e                     | Quick-Step Alpha Vinyl | Belgique               | + 14 s                 |
| 4e                     | BikeExchange-Jayco     | Australie              | + 31 s                 |
| 5e                     | UAE Team Emirates      | Émirats arabes unis    | + 33 s                 |
| 6e                     | Groupama-FDJ           | France                 | + 38 s                 |
| 7e                     | Bora-Hansgrohe         | Allemagne              | + 41 s                 |
| 8e                     | Trek-Segafredo         | États-Unis             | + 42 s                 |
| 9e                     | Bahrain Victorious     | Bahreïn                | + 42 s                 |
| 10e                    | Movistar Team          | Espagne                | + 43 s                 |

| Classement par équipes | Classement par équipes | Classement par équipes | Classement par équipes |
| Équipe                 | Équipe                 | Pays                   | Temps                  |
| ---------------------- | ---------------------- | ---------------------- | ---------------------- |
| 1re                    | Jumbo-Visma            | Pays-Bas               | 24 min 40 s            |
| 2e                     | Ineos Grenadiers       | Royaume-Uni            | + 13 s                 |
| 3e                     | Quick-Step Alpha Vinyl | Belgique               | + 14 s                 |
| 4e                     | BikeExchange-Jayco     | Australie              | + 31 s                 |
| 5e                     | UAE Team Emirates      | Émirats arabes unis    | + 33 s                 |
| 6e                     | Groupama-FDJ           | France                 | + 38 s                 |
| 7e                     | Bora-Hansgrohe         | Allemagne              | + 41 s                 |
| 8e                     | Trek-Segafredo         | États-Unis             | + 42 s                 |
| 9e                     | Bahrain Victorious     | Bahreïn                | + 42 s                 |
| 10e                    | Movistar Team          | Espagne                | + 43 s                 |

## Abandons
Un coureur quitte la Vuelta lors de la 1re étape :
- Manuel Peñalver (Burgos-BH) : non partant, test positif au Covid-19[3].